# Марко Краљевић — Фантастична авантура
Марко Краљевић - Фантастична авантура је играни филм из 2015 године. Филм је режирао индијски режисер С. Шридар по мотивима из српских епских народних песама о Марку Краљевићу. 
Филм је своју премијеру имао у Србији 21. јануара 2015. године.

## Радња
Филм, с елементима фантастике, прати авантуре младог јунака. Несвјестан своје физичке снаге, он ужива у теревенкама и честим тучама. На молбу своје мајке Марко покушава да се уозбиљи и посвети земљорадњи. Међутим, са Косова стижу вапаји за помоћ. Уведена је свадбарина: свака ђевојка прву брачну ноћ мора да проведе са пашом. Марко креће у поход, а друштво му праве млада Јелица, Вила Равијојла, пјевач Милош, као и вјерни пријатељ Шарац, коњ који прича. На том путу среће и Љутицу Богдана, као и Мусу Кесеџију.

## Улоге
| Глумац             | Улога          |
| ------------------ | -------------- |
| Матеја Поповић     | Марко Краљевић |
| Анка Гаћеша        | Јелица         |
| Миљана Гавриловић  | Арзу           |
| Урош Јаковљевић    | Заповедник     |
| Миодраг Радоњић    | Муса Кесеџија  |
| Владимир Вучковић  | Милош          |
| Никола Слијепчевић | Љутица Богдан  |
| Драгана Мићаловић  | Верица         |
| Марко Гиздавић     | Крчмар         |
| Иван Бекјарев      | Старац         |
| Крстивоје Миљковић | Дечак Марко    |
| Сузана Јанковић    | Вила плесачица |